# Wang Hao (friidrottare)
Wang Hao, född den 19 augusti 1989 i Inre Mongoliet, är en kinesisk friidrottare som tävlar i gång. 
Wang deltog vid Olympiska sommarspelen 2008 på 20 km gång där han slutade på en fjärde plats på tiden 1:19.47. Han var även i final vid VM 2009 i Berlin där han blev tvåa bara slagen av Rysslands Valerij Bortjin, då på tiden 1:19.06.

## Personliga rekord
- 20 km gång - 1:19.06